# Marché du film
Der Marché du film (lit. Filmmarkt) ist das geschäftliche Pendant der Internationalen Filmfestspiele von Cannes und einer der größten Filmmärkte der Welt. Gegründet im Jahr 1959, findet er jährlich in Verbindung mit den Filmfestspielen von Cannes statt.
Mit 11.800 Teilnehmern aus 108 Ländern wuchs die Teilnehmerzahl an dem 2013er Marché du film um 4 % im Vergleich zum Jahr 2012. 5364 Filme wurden im Jahr 2013 vorgestellt. Der Dokumentarfilmanteil stieg dabei um 35 %. Es wurden insgesamt 850 Dokumentarfilme präsentiert, davon wurden 643 Titel abgeschlossen. 323 dieser Filme wurden in die digitale Video-Bibliothek der „Doc Corner“ aufgenommen.

## Geschichte
Mit dem wachsenden Erfolg der Internationalen Filmfestspiele von Cannes in den 1950er Jahren wurde 1959 der Marché du film gegründet, um den Bedürfnissen der Filmbranche besser entgegenkommen zu können. Im Rahmen des Marché du Film finden spezielle Veranstaltungen, darunter das „Producer Network“ und der „Producers Workshop“, ausschließlich für die Produzenten statt.

## Features und Angebote
Eine Reihe von Features und anderen Angeboten sowie Dienstleistungen werden während des Marché du film zum Nutzen der Produzenten, Regisseure, Festival-Veranstalter, Handelsvertreter und anderer Filmschaffender zur Verfügung gestellt.

### Cinando

Logo von Cinando, die beim Marché du film verwendete Filmdatenbank

Der Marché du film arbeitet mit Cinando, der größten professionellen Datenbank der Filmindustrie, die Informationen über Kontakte, Filmprojekte in der Entwicklung, Verkaufsangebote von Filmen sowie Zeitpläne von kommenden Festivals enthält. Cinando ist Partner von großen Film-Events wie der Berlinale, dem Toronto International Film Festival und dem American Film Market.

### Producers Network
Das Producers Network versammelt 550 Produzenten aus der ganzen Welt auf einer Reihe von Tagungen und Veranstaltungen. Geschaffen, um internationale Koproduktionen und Projektfinanzierungen zu stimulieren, wurde das Netzwerk speziell für Produzenten entwickelt. Zu den Events gehören „Breakfast Meetings“, an der rund 200 Fachleute und Produzenten in Diskussionsrunden teilnehmen.

### Producers Workshop
Der Producers Workshop ist ein Programm für Produzenten und Filmemacher, die wenig oder keine Erfahrung mit dem Marché du film und den Filmfestspielen von Cannes oder auf der internationalen Bühne haben. Der Workshop bietet eine Reihe von Zwei-Tage-Sitzungen, die von angesehenen Spezialisten zu verschiedenen Themen durchgeführt werden, einschließlich der internationalen Co-Produktion, dem  internationalen Vertrieb, Marketingerfahrung und vieles ähnliche mehr. Das angestrebte Ergebnis ist es, den Produzenten und Filmemachern zu helfen, ihre Ziele auf dem internationalen Markt zu erreichen und das Beste aus ihrer Beteiligung an dem Marché du film und den Filmfestspielen von Cannes zu machen.

### Village International
Als Ort der Begegnung und des Austauschs ist das Village International eine Ansammlung von Pavillons, in denen Länder aus der ganzen Welt ihr Kino, ihre Kulturen und Institutionen vorstellen, um diese zu fördern.

### Doc Corner
Aufgrund einer gestiegenen Menge von Dokumentarfilmen, die auf dem Marché du Film vorgestellt wurden, erfolgte 2012 die Gründung der „Doc Corner“, um Käufern und Festivalveranstaltern eine digitale Videothek von Filmtiteln aus dem Marché zu bieten. Der spezielle Raum wird auch für besondere Veranstaltungen und Sitzungen während der Filmfestspiele von Cannes benutzt.

### Cross Media Corner
Die Cross Media Corner, im Jahr 2013 gegründet, dient als Quelle der Inspiration für den Film, wo Fachbesucher an Bildschirmen mit Projekten mit crossmedialen Inhalten experimentieren können.